# فرودگاه گورنادر والادارس
فرودگاه گورنادر والادارس (به انگلیسی: Governador Valadares Airport) (به زبان بومی: Aeroporto Coronel Altino Machado de Oliveira) یک فرودگاه همگانی مسافربری با کد یاتا GVR است که یک باند فرود آسفالت دارد و طول باند آن ۱۴۰۰ متر است. این فرودگاه در کشور برزیل قرار دارد و در ارتفاع ۱۷۱ متری از سطح دریا واقع شده‌است.

## شرکت‌های هواپیمایی و مقصدهای پروازی
| شرکت‌های هواپیمایی     | مقصدهای پروازی |
| --------------------- | -------------- |
| آزول برزیلین ایرلاینز | تانکردو نوس    |